# Hans Lorents Johansen
Hans Lorents Johansen (ca. 1762 – 6. juni 1826) var en dansk musiker og kgl. kapelmusikus.
Johansen dyrkede flere forskellige instrumenter. Han var født ca. 1762 i Holbæk, søn af stadsmusikant i Holbæk Erich Johansen og Annemarie Smel, hvor han blev blev udlært som musiksvend, og var som organist sikkert elev af Johan Foltmar, som var organist ved Trinitatis Kirke. I 1794 efterfulgte Johansen Foltmar som organist ved kirken og havde denne stilling til sin død.
I 1805 søgte han, i konkurrence med bl.a. C.E.F. Weyse, embedet som organist ved Vor Frue Kirke og havde ved afstemningen i Københavns Universitets konsistorium fået lige så mange stemmer som denne, men da rektor, professor Claus Hornemann havde stemt på Weyse, blev den sidstnævnte ansat. 
Han efterfulgte i 1813 Jacob Sedlaczek som kontrabassist i Kapellet.
Hans hustru hed Marie Christine.